# 2011-es U21-es labdarúgó-Európa-bajnokság (selejtező – 3-as csoport)
A 2011-es U21-es labdarúgó-Európa-bajnokság selejtezők 3-as csoportjában Olaszország , Wales, Magyarország, Bosznia és Hercegovina és Luxembourg U21-es labdarúgó-válogatottai mérkőznek meg egymással.

## Állás
| Csapat              | M | Gy | D | V | Rg | Kg | Gk  | P  |
| ------------------- | - | -- | - | - | -- | -- | --- | -- |
| Wales               | 7 | 5  | 1 | 1 | 15 | 5  | +10 | 16 |
| Olaszország         | 7 | 4  | 1 | 2 | 11 | 5  | +6  | 13 |
| Magyarország        | 7 | 4  | 0 | 3 | 9  | 7  | +2  | 12 |
| Bosznia-Hercegovina | 7 | 2  | 1 | 4 | 4  | 8  | –4  | 7  |
| Luxemburg           | 8 | 1  | 1 | 6 | 2  | 16 | –14 | 4  |

## Meccsek
| 2009. március 27. 19:30 CEST | Luxemburg   | 0 - 0 | Wales | Stade Am Deich, Ettelbruck · Nézőszám: 520 · Játékvezető: Ante Vucemilovic-Simunovic jr. Horvátország |
| 2009. március 27. 19:30 CEST | Jegyzőkönyv |       |       | Stade Am Deich, Ettelbruck · Nézőszám: 520 · Játékvezető: Ante Vucemilovic-Simunovic jr. Horvátország |

| 2009. március 31. 20:30 CEST | Wales                                                       | 5 - 1       | Luxemburg    | Parc y Scarlets, Llanelli · Nézőszám: 2,924 · Játékvezető: Marco Borg Málta |
| 2009. március 31. 20:30 CEST | Eardley 10' (pen.) Brown 11' King 23' Church 41' Wilson 79' | Jegyzőkönyv | Polidori 57' | Parc y Scarlets, Llanelli · Nézőszám: 2,924 · Játékvezető: Marco Borg Málta |

| 2009. június 6. 20:15 CEST | Magyarország                         | 3 - 0       | Luxemburg | ETO Park, Győr · Nézőszám: 1,200 · Játékvezető: Artyom Kutchin Kazahsztán |
| 2009. június 6. 20:15 CEST | Présinger 14' Koman 36' Korcsmár 23' | Jegyzőkönyv |           | ETO Park, Győr · Nézőszám: 1,200 · Játékvezető: Artyom Kutchin Kazahsztán |

| 2009. június 10. 19:30 CEST | Luxemburg | 0 - 1       | Magyarország | Stade Jos Nosbaum , Dudelange · Játékvezető: Igor Satchi Moldova |
| 2009. június 10. 19:30 CEST |           | Jegyzőkönyv | 22' Filkor   | Stade Jos Nosbaum , Dudelange · Játékvezető: Igor Satchi Moldova |

| 2009. augusztus 12. 19:30 CEST | Wales                            | 4 - 1       | Magyarország | The Racecourse Ground , Wrexham · Játékvezető: Christos Elia Ciprus |
| 2009. augusztus 12. 19:30 CEST | MacDonald 16' Evans 36' King 90' | Jegyzőkönyv | 19' Korcsmár | The Racecourse Ground , Wrexham · Játékvezető: Christos Elia Ciprus |

| 2009. szeptember 4. 17:00 CEST | Bosznia-Hercegovina | 0 - 1       | Luxemburg   | Koševo, Szarajevó · Játékvezető: Angel Angelov Bulgária |
| 2009. szeptember 4. 17:00 CEST |                     | Jegyzőkönyv | 76' Twimumu | Koševo, Szarajevó · Játékvezető: Angel Angelov Bulgária |

| 2009, szeptember 4. 20:45 CEST | Wales                 | 2 - 1       | Olaszország  | Liberty Stadion, Swansea · Játékvezető: Maksim Layushkin Oroszország |
| 2009, szeptember 4. 20:45 CEST | Ribeiro 9' Ramsey 68' | Jegyzőkönyv | 23' Paloschi | Liberty Stadion, Swansea · Játékvezető: Maksim Layushkin Oroszország |

| 2009. szeptember 8. 21:00 CEST | Olaszország                | 2 - 0       | Luxemburg | Stadio Silvio Piola, Novara · Játékvezető: Albano Janku Albánia |
| 2009. szeptember 8. 21:00 CEST | Poli 45+1' Balotelli 90+3' | Jegyzőkönyv |           | Stadio Silvio Piola, Novara · Játékvezető: Albano Janku Albánia |

| 2009. október 10. 13:45 CEST | Wales     | 2 - 0       | Bosznia-Hercegovina | The Racecourse, Wrexham · Játékvezető: Radek Matejek Csehország |
| 2009. október 10. 13:45 CEST | Evans 56' | Jegyzőkönyv |                     | The Racecourse, Wrexham · Játékvezető: Radek Matejek Csehország |

| 2009. október 13. 21:00 CEST | Olaszország  | 1 - 1       | Bosznia-Hercegovina | Stadio Danilo Martelli, Mantova · Játékvezető: Duarte Nuno Pereira Gomes Portugália |
| 2009. október 13. 21:00 CEST | Marilungo 9' | Jegyzőkönyv | Čorić 31'           | Stadio Danilo Martelli, Mantova · Játékvezető: Duarte Nuno Pereira Gomes Portugália |

| 2009. november 13. 16:00 CEST | Magyarország         | 2 - 0       | Olaszország | ETO Park, Győr · Nézőszám: 8,000 · Játékvezető: Mark Clattenburg Anglia |
| 2009. november 13. 16:00 CEST | Németh 15' Koman 88' | Jegyzőkönyv |             | ETO Park, Győr · Nézőszám: 8,000 · Játékvezető: Mark Clattenburg Anglia |

| 2009. november 17. 17:00 CEST | Luxemburg | 0 - 4       | Olaszország                               | Stade Josy Barthel, Luxembourg · Játékvezető: Thomas Vejlgaard Dánia |
| 2009. november 17. 17:00 CEST |           | jegyzőkönyv | 38' 77' Barilla 83' Soriano 68' Marilungo | Stade Josy Barthel, Luxembourg · Játékvezető: Thomas Vejlgaard Dánia |

| 2009. november 18. 16:00 CEST | Bosznia-Hercegovina | 2 - 1       | Wales     | Grbavica Stadium, Szarajevó · Játékvezető: Petteri Kari Finnország |
| 2009. november 18. 16:00 CEST | Haurdic 38' 77'     | jegyzőkönyv | 38' Allen | Grbavica Stadium, Szarajevó · Játékvezető: Petteri Kari Finnország |

| 2010. március 2. 19:00 CEST | Luxemburg | 0 - 1       | Bosznia-Hercegovina | Stade Alphonse Theis, Hesperange, Luxembourg · Játékvezető: Vadims Direktorenko Lettország |
| 2010. március 2. 19:00 CEST |           | jegyzőkönyv | 73' Čorić           | Stade Alphonse Theis, Hesperange, Luxembourg · Játékvezető: Vadims Direktorenko Lettország |

| 2010. március 3. 18:00 CEST | Olaszország           | 2 - 0       | Magyarország | Centro d'Italia, Rieti , Olaszország · Játékvezető: Clément Turpin Franciaország |
| 2010. március 3. 18:00 CEST | Okaka 25' Marrone 81' | Jegyzőkönyv |              | Centro d'Italia, Rieti , Olaszország · Játékvezető: Clément Turpin Franciaország |

| 2010. Augusztus 11. 17:00 CEST | Bosznia-Hercegovina | 0 - 2       | Magyarország             | Bilino Polje, Zenica , Bosznia és Hercegovina · Játékvezető: Peter Sippel Németország |
| 2010. Augusztus 11. 17:00 CEST |                     | Jegyzőkönyv | 79' Németh 82' Gosztonyi | Bilino Polje, Zenica , Bosznia és Hercegovina · Játékvezető: Peter Sippel Németország |

| 2010. szeptember 3. TBD CEST | Bosznia-Hercegovina | 0 - 1       | Olaszország | Grbavica, Szarajevó , Bosznia és Hercegovina · Játékvezető: Alan Black Észak-Írország |
| 2010. szeptember 3. TBD CEST |                     | Jegyzőkönyv | 76' Soriano | Grbavica, Szarajevó , Bosznia és Hercegovina · Játékvezető: Alan Black Észak-Írország |

| 2010. szeptember 4. 17:30 CEST | Magyarország | 0 - 1               | Wales | Sóstói Stadion, Székesfehérvár , Magyarország · Játékvezető: Carlos Xistra Portugália |
| 2010. szeptember 4. 17:30 CEST |              | 68' Hal Robson-Kanu |       | Sóstói Stadion, Székesfehérvár , Magyarország · Játékvezető: Carlos Xistra Portugália |

| 2010. szeptember 7. 17:00 CEST | Olaszország | ' | Wales | Stadio Adriatico, Pescara , Olaszország · Játékvezető: Bas Nijhuis Hollandia |
| 2010. szeptember 7. 17:00 CEST |             |   |       | Stadio Adriatico, Pescara , Olaszország · Játékvezető: Bas Nijhuis Hollandia |

| 2010. szeptember 7. 17:00 CEST | Magyarország | ' | Bosznia-Hercegovina | Albert Flórián Stadion, Budapest , Magyarország · Játékvezető: Arman Amirkhanyan Örményország |
| 2010. szeptember 7. 17:00 CEST |              |   |                     | Albert Flórián Stadion, Budapest , Magyarország · Játékvezető: Arman Amirkhanyan Örményország |

## Gólszerzők
4 gól
- Wales - Ched Evans

2 gól
- Bosznia-Hercegovina - Haurdic
- Bosznia-Hercegovina - Josip Čorić
- Magyarország - Németh Krisztián
- Magyarország - Koman Vladimir
- Magyarország - Korcsmár Zsolt
- Olaszország - Antonio Barilla
- Olaszország - Guido Marilungo
- Olaszország - Roberto Soriano
- Wales - Andy King

1 gól
- Magyarország - Filkor Attila
- Magyarország - Présinger Ádám
- Magyarország - Gosztonyi András
- Olaszország - Mario Balotelli
- Olaszország - Alberto Paloschi
- Olaszország - Andrea Poli
- Olaszország - Luca Marrone
- Olaszország - Stefano Okaka
- Luxemburg - Ben Polidori
- Luxemburg - Naby Twimumu
- Wales - Joe Allen
- Wales - Jonathan Brown
- Wales - Simon Church
- Wales - Neal Eardley
- Wales - Shaun MacDonald
- Wales - Aaron Ramsey
- Wales - Christian Ribeiro
- Wales - James Wilson
- Wales - Hal Robson-Kanu

## Lásd még
- 2009-es U20-as labdarúgó-világbajnokság